# Machaerium nigrum
Machaerium nigrum är en ärtväxtart som beskrevs av Julius Rudolph Theodor Vogel. Machaerium nigrum ingår i släktet Machaerium och familjen ärtväxter. Inga underarter finns listade i Catalogue of Life.